# Xã Prairie Dog, Quận Sheridan, Kansas
Xã Prairie Dog (tiếng Anh: Prairie Dog Township) là một xã thuộc quận Sheridan, tiểu bang Kansas, Hoa Kỳ. Năm 2010, dân số của xã này là 76 người.